# 棘頭床杜父魚
棘頭床杜父魚為輻鰭魚綱鮋形目杜父魚亞目杜父魚科的其中一種，為溫帶海水魚，分布於北太平洋日本北海道、堪察加半島經阿拉斯加至美國華盛頓州海域，棲息深度0-775公尺，體長可達80公分，棲息在砂泥底質底層水域，生活習性不明，可做為食用魚。

## 扩展阅读
維基物種上的相關：棘頭床杜父魚